# Torre da Band
Vista noturna da estrutura com a nova iluminação, inaugurada em 2011
A Torre Maria Helena Mendes de Barros Saad, popularmente conhecida como Torre da Band, é uma torre de transmissão de televisão e rádio localizada no distrito da Consolação, na região central de São Paulo, Brasil. De propriedade do Grupo Bandeirantes de Comunicação, com 212 metros de altura, é a maior da cidade e uma das maiores da América Latina. Seu nome é em homenagem a esposa do fundador da Rede Bandeirantes, João Saad.

## História
Foi inaugurada em 1996, substituindo os antigos transmissores da TV Bandeirantes São Paulo e da Band FM no Pico do Jaraguá. Foram consumidas 650 toneladas de metal para sua construção. É uma das maiores torres de televisão da América Latina e está entre as estruturas mais altas da América do Sul.
Possuiu iluminação amarela até o dia 7 de junho de 2011, quando passou a ter um novo sistema de iluminação com quase 30 mil lâmpadas de LED, assinado por Peter Gasper e Fábio Ribeiro. A inauguração do novo sistema foi exibida ao vivo pela Rede Bandeirantes, através do especial Band Ilumina a Cidade.
No início de 2018, devido a medidas de contenção de gastos em razão da crise financeira, o Grupo Bandeirantes apagou a iluminação da torre para economizar energia elétrica. No fim de 2019, a BandNews FM São Paulo moveu seu sistema irradiante para a torre, substituindo o antigo que ficava no Edifício Paulista I, na Avenida Paulista.